# Mesoplodon layardii
El Zifio de Layard (Mesoplodon layardii) es una especie de cetáceo odontoceto de la familia Ziphidae. Es un zifio grande con una de las más peculiares dentaduras de cualquier odontoceto. Recibe su nombre en honor a Leopold Layard, curador de museo sudafricano que escribió la primera descripción de un cráneo de esta especie.

## Descripción
Poseen un cuerpo delgado. La cabeza es pequeña y su hocico bien definido, con un melón ligeramente prominente. Aletas pectorales son pequeñas y delgadas. La aleta dorsal se ubica en el tercio posterior del dorso. La aleta caudal posee forma triangular y con extremos apuntados, sin muesca central.
En cuanto a la dentadura, destaca la presencia de dos dientes largos y curvados que sobresalen de la boca y le crecen por encima de la mandíbula de unos 30 cm, en un ángulo estimado de 45.º Sólo son visibles en los machos adultos. Al crecer y cruzarse por encima de la mandíbula superior les impide abrir bien la boca. En los animales jóvenes los dientes son triangulares y de menor tamaño. No se conoce exactamente para que sirven estos dientes, pero algunos científicos creen que son para luchar.
Alcanza 6 metros de longitud, siendo el mayor de todos los zifios. Pesa unas 3 a 4 t.

## Población y distribución
Se distribuye en aguas frías y templadas del Hemisferio Sur. Hay registros de varamientos entre los 20.º S y los 55.º S.